# Nudo seduto con le mani in grembo
Nudo seduto con le mani in grembo è un dipinto a olio su tela (100 x65 cm) realizzato nel 1918 dal pittore italiano Amedeo Modigliani.
È conserverato alla Academy of Arts di Honolulu.
È uno dei celebri nudi che hanno reso famoso Modigliani.